# Асано, Инио
Инио Асано (яп. 浅野いにお Асано Инио) — мангака. Родился 22 сентября 1980 года в городе Намэгата префектуры Ибараки. Окончил университет Тамагава. В 2001 году получил первый приз в конкурсе GX для начинающих мангак. В тот же год он выпустил свою дебютную работу Uchu kara konniti wa. Практически сразу после дебюта Асано завоевал репутацию автора работ, отличающихся значительной эмоциональной глубиной. В своих произведениях он затрагивает такие сложные темы, как насилие, самоубийство, депрессия, взросление. В 2010 году по его манге «Соланин» был снят художественный фильм. Газета «Ёмиури Симбун» присвоила ему титул «голоса своего поколения».

## Список работ
- Futsū no Hi (яп. 普通の日 Фуцу: но хи, «Обычный день») (2000)
- Sotsugyōshiki Jigoku (яп. 卒業式地獄 Соцугё:сики дзигоку, «Ад на выпускном») (2000)
- Uchū kara Konnichi wa (яп. 宇宙からコンニチハ Утю: кара коннити ва, «Привет из космоса») (19 апреля 2001 г.)
- What a Wonderful World! (яп. 素晴らしい世界 Субарасий сэкай, «Прекрасный мир») (2002—2004)
- «Голограф на Радужном поле» (2003—2005)
- Hikari no Machi (яп. ひかりのまち Хикари но мати, «Город света») (2004—2005)
- Sekai no Owari to Yoake Mae (яп. 世界の終わりと夜明け前 Сэкай но овари то ёакэ но маэ, «На закате мира перед рассветом») (18 июня 2005 г. – 1 сентября 2008 г.)
- «Соланин» (2005—2006)
- Oyasumi Punpun (яп. おやすみプンプン Оясуми Пун-пун, «Спокойной ночи, Пунпун») (2007-2013)[1]
- Ozanari-kun (яп. おざなり君 Одзанари-кун) (19 мая 2008 г. – 19 апреля 2011 г.)
- «Девушка у моря» (2009–2013)
- Ctrl+T Asano Inio Works (яп. Ctrl+T 浅野いにおWORKS Конторо:ру пурасу Ти: Асано Инио Ва:кусу) (27–29 марта 2010 г., сборник ваншотов)
- Planet (англ. «Планета», 19 июля 2010 г.)
- Toshi no Se (яп. としのせ Тоси но сэ, «Конец года») (25 декабря 2012 г.)
- Kinoko Takenoko (яп. きのこたけのこ Киноко такэноко, «Гриб-бамбуковый росток») (17 декабря 2013 г.)
- Dead Dead Demon's Dededede Destruction (яп. デッドデッドデーモンズデデデデデストラクション Дэддо дэддо дэ:мондзу дэдэдэдэдэсуторакусён) (2014–2022)
- Bakemono Recchan / Kinoko Takenoko: Asano Inio Tanpenshuu (яп. 浅野いにお短編集　ばけものれっちゃん／きのこたけのこ Асано Инио тампэнсю: Бакэмоно Рэттян/Киноко такэноко) (6 февраля 2015 г., сборик ваншотов)
- Yūsha Tachi (яп. 勇者たち Ю:ся-тати, «Герои») (2015–2018)
- Funwari Otoko (яп. ふんわり男 Фунвари отоко, «Мягкий мужчина») (7 марта 2016 г.)
- Sayonara Bye-Bye (яп. さよならばいばい Саёнара байбай, «Прощай, бай-бай») (14 марта 2016 г.)
- Downfall (яп. 零落 Рэйраку, «Упадок») (10 марта 2017 г. – 28 июля 2017 г.)
- Service Area (яп. サービスエリア Са:бису эриа, «Зона отдыха») (14 марта 2018 г.)
- TEMPEST (10 августа 2018 г.)
- Moshi mo Tōkyō (яп. もしも東京 Мосимо То:кё, «Возможный Токио») (27 июля 2020 г.)
- Clorets (30 ноября 2020 г., коллаборация с производителем жевательной резинки)
- Rabuka (яп. ラブカ Рабука) (14 июня 2021 г.)
- MUJINA INTO THE DEEP (10 марта 2023 г. начало выпуска)